# Chalepa binotata
Chalepa binotata är en fjärilsart som beskrevs av Sergius G. Kiriakoff 1959. Chalepa binotata ingår i släktet Chalepa och familjen tandspinnare. Inga underarter finns listade i Catalogue of Life.